# جورج كريستيان فروند
جورج كريستيان فروند (بالدنماركية: Georg Christian Freund)‏ هو نحات دنماركي، ولد في 7 فبراير 1821 في ألتونه في ألمانيا، وتوفي في 6 أبريل 1900 في كوبنهاغن في الدنمارك.